# Octopussy (album)
Octopussy prvi je studijski album hrvatskog jazz pijaniste i skladatelja Matije Dedića. Album je 1998. godine objavila diskografska kuća Croatia Records.

## O albumu
Album je snimljen 24. svibnja 1998. godine u Ljubljani. Na njemu se nalazi sedam skladbi koje autorski potpisuje Matija Dedić. Materijal se uglavnom sastoji od dužih improvizacija koje su meditativno, emocijalno, tehnički i estetski na zavidnoj razini. Sastoji se od elemenata klasične glazbe i jazza.

## Popis pjesama
Sve pjesme napisao je Matija Dedić.
| Br. | Skladba                   | Autor | Trajanje |
| --- | ------------------------- | ----- | -------- |
| 1.  | »Picture's«               |       | 12:15    |
| 2.  | »Survival«                |       | 5:12     |
| 3.  | »Magnolija«               |       | 10:33    |
| 4.  | »Etnaey«                  |       | 9:13     |
| 5.  | »Decembar«                |       | 8:50     |
| 6.  | »One Day In Rooster Land« |       | 4:41     |
| 7.  | »Octopussy«               |       | 10:01    |

## Izvođači
- Matija Dedić - glasovir
- Žig Golob - bas-gitara
- Krunoslav Levačić - bubnjevi